# キウーザ
キウーザ（イタリア語: Chiusa ; ドイツ語: Klausen クラウゼン）は、イタリア共和国トレンティーノ＝アルト・アディジェ州ボルツァーノ自治県にある、人口約5,200人の基礎自治体（コムーネ）。

## 地理

### 位置・広がり
ボルツァーノ自治県中部の町である。ブレッサノーネから南西へ約12km、県都ボルツァーノから北東へ約23km、州都トレントから北北東へ約72kmの距離にある。市内にはイザルコ川が流れる。

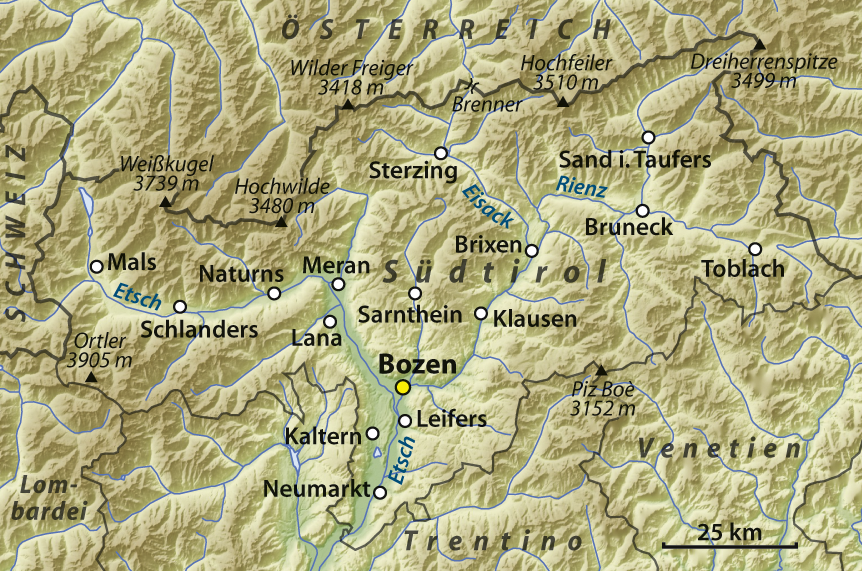
ボルツァーノ/南チロル自治県地図（地名はドイツ語表記）

#### 隣接コムーネ
隣接するコムーネは以下の通り。
- フーネス
- ライオーン
- サレンティーノ
- ヴァルナ
- ヴェルトゥルノ
- ヴィッランドロ

## 行政

### 分離集落
キウーザには、以下の分離集落（フラツィオーネ）がある。
- Gudon/Gufidaun, Lazfons/Latzfons, Verdignes-Pardello/Verdings-Pardell

## 歴史
歴史的には税関の街であった。キウーザは他の7つのコムーネと共に「都市」のタイトルを主張することができる。

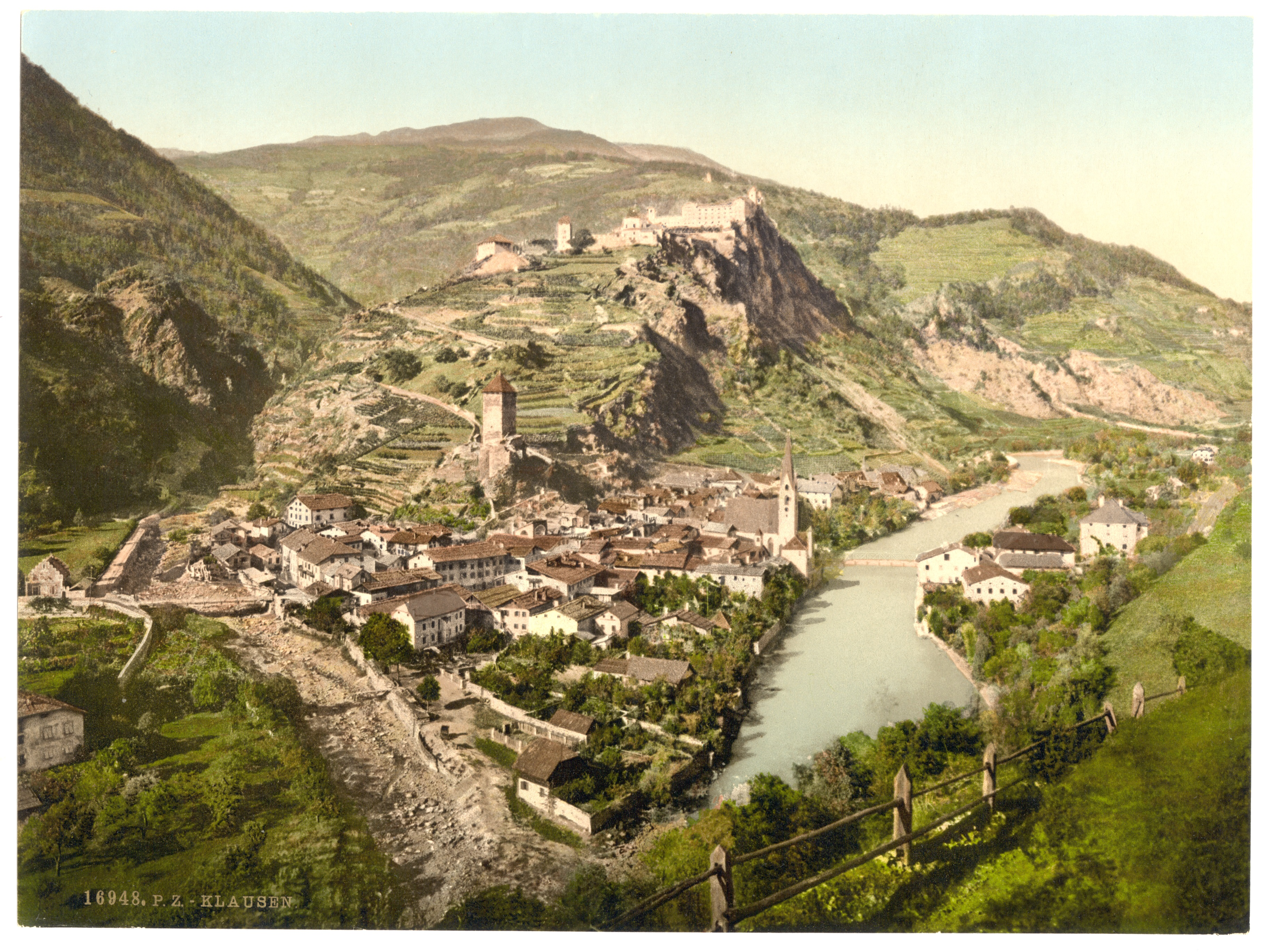
1900年当時の様子

## 文化・観光
「イタリアの最も美しい村」クラブ加盟コムーネである。

## 住民

### 言語
| 言語集団調査（2011年） | 言語集団調査（2011年） | 言語集団調査（2011年） | 言語集団調査（2011年） | 言語集団調査（2011年） |
| ---------------------- | ---------------------- | ---------------------- | ---------------------- | ---------------------- |
|                        |                        |                        |                        |                        |
| ドイツ語               | ドイツ語               |                        | 91.30%                 | 91.30%                 |
| イタリア語             | イタリア語             |                        | 7.88%                  | 7.88%                  |
| ラディン語             | ラディン語             |                        | 0.81%                  | 0.81%                  |

2011年に行われた、住民がドイツ語・イタリア語・ラディン語のいずれの「言語集団」に属するかの調査によれば（ボルツァーノ自治県#言語集団調査参照）、住民の約91%がドイツ語話者、約8%がイタリア語話者である。

## 交通
駅からはガルデーナ渓谷方面への列車が出ていた(現在は廃止)。